# Tour du Danemark 2016
La 26e édition du Tour du Danemark a lieu du 27 au 31 juillet 2016. La course fait partie du calendrier UCI Europe Tour 2016 en catégorie 2.HC.

## Présentation

### Équipes
Classé en catégorie 2.HC de l'UCI Europe Tour, le Tour du Danemark est par conséquent ouvert aux WorldTeams dans la limite de 70 % des équipes participantes, aux équipes continentales professionnelles, aux équipes continentales danoises, aux équipes continentales étrangères dans la limite de deux, et à une équipe nationale danoise.
Seize équipes participent à ce Tour du Danemark - trois WorldTeams, huit équipes continentales professionnelles, quatre équipes continentales et une équipe nationale :
| UCI WorldTeams  | UCI WorldTeams | UCI WorldTeams |
| Nom de l'équipe | Pays           | Code           |
| --------------- | -------------- | -------------- |
| Astana          | Kazakhstan     | AST            |
| Lotto NL-Jumbo  | Pays-Bas       | TLJ            |
| Tinkoff         | Russie         | TNK            |

| Équipes continentales professionnelles | Équipes continentales professionnelles | Équipes continentales professionnelles |
| Nom de l'équipe                        | Pays                                   | Code                                   |
| -------------------------------------- | -------------------------------------- | -------------------------------------- |
| Bardiani CSF                           | Italie                                 | BAR                                    |
| Bora-Argon 18                          | Allemagne                              | BOA                                    |
| Novo Nordisk                           | États-Unis                             | TNN                                    |
| ONE                                    | Royaume-Uni                            | ONE                                    |
| Roompot-Oranje Peloton                 | Pays-Bas                               | ROP                                    |
| Stölting Service Group                 | Allemagne                              | SSG                                    |
| Topsport Vlaanderen-Baloise            | Belgique                               | TSV                                    |
| Wanty-Groupe Gobert                    | Belgique                               | WGG                                    |

| Équipes continentales | Équipes continentales | Équipes continentales |
| Nom de l'équipe       | Pays                  | Code                  |
| --------------------- | --------------------- | --------------------- |
| Almeborg-Bornholm     | Danemark              | ABB                   |
| ColoQuick-Cult        | Danemark              | TCQ                   |
| Riwal Platform        | Danemark              | RIW                   |
| Virtu Pro-Veloconcept | Danemark              | TTF                   |

| Équipe nationale             | Équipe nationale | Équipe nationale |
| Nom de l'équipe              | Pays             | Code             |
| ---------------------------- | ---------------- | ---------------- |
| Équipe nationale du Danemark | Danemark         | DEN              |

### Primes
Les vingt prix sont attribués suivant le barème de l'UCI,. Le total général des prix distribués est de 30 278 €.
| Position           | 1er     | 2e      | 3e      | 4e    | 5e    | 6e    | 7e    | 8e    | 9e    | 10e à 20e |
| Classement général | 6 040 € | 3 040 € | 1 510 € | 757 € | 606 € | 455 € | 455 € | 302 € | 302 € | 152 €     |
| Par étape          | 3 615 € | 1 805 € | 905 €   | 455 € | 365 € | 269 € | 269 € | 180 € | 180 € | 92 €      |
| Par demi-étape     | 2 425 € | 1 235 € | 605 €   | 302 € | 241 € | 186 € | 186 € | 122 € | 122 € | 60 €      |

## Étapes
| Étape     | Date       | Villes étapes                  |                             | Distance (km) | Vainqueur d’étape   | Leader du classement général |
| --------- | ---------- | ------------------------------ | --------------------------- | ------------- | ------------------- | ---------------------------- |
| 1re étape | 27 juillet | Herning - Esbjerg              | Étape de plaine             | 200           | Daniele Bennati     | Daniele Bennati              |
| 2e étape  | 28 juillet | Rømø - Sønderborg              | Étape de plaine             | 180           | Magnus Cort Nielsen | Daniele Bennati              |
| 3e étape  | 29 juillet | Åbenrå - Vejle                 | Étape vallonnée             | 175           | Michael Valgren     | Michael Valgren              |
| 4e étape  | 30 juillet | Nyborg - Nyborg                | Contre-la-montre individuel | 20            | Mads Würtz Schmidt  | Michael Valgren              |
| 5e étape  | 31 juillet | Karrebæksminde - Frederiksberg | Étape de plaine             | 175           | Phil Bauhaus        | Michael Valgren              |

## Déroulement de la course

### 1reétape
| Classement de l'étape | Classement de l'étape | Classement de l'étape | Classement de l'étape | Classement de l'étape |
|                       | Coureur               | Pays                  | Équipe                | Temps                 |
| --------------------- | --------------------- | --------------------- | --------------------- | --------------------- |
| 1er                   | Daniele Bennati       | Italie                | Tinkoff               | en 4 h 32 min 29 s    |
| 2e                    | Mads Würtz Schmidt    | Danemark              | Virtu Pro-Veloconcept | + 3 s                 |
| 3e                    | Moreno Hofland        | Pays-Bas              | Lotto NL-Jumbo        | + 16 s                |
| 4e                    | Erik Baška            | Slovaquie             | Tinkoff               | + 16 s                |
| 5e                    | Andrea Guardini       | Italie                | Astana                | + 16 s                |
| modifier              |                       |                       |                       |                       |

| Classement général | Classement général | Classement général | Classement général    | Classement général |
|                    | Coureur            | Pays               | Équipe                | Temps              |
| ------------------ | ------------------ | ------------------ | --------------------- | ------------------ |
| 1er                | Daniele Bennati    | Italie             | Tinkoff               | en 4 h 32 min 17 s |
| 2e                 | Mads Würtz Schmidt | Danemark           | Virtu Pro-Veloconcept | + 9 s              |
| 3e                 | Moreno Hofland     | Pays-Bas           | Lotto NL-Jumbo        | + 24 s             |
| 4e                 | Michael Gogl       | Autriche           | Tinkoff               | + 25 s             |
| 5e                 | Mike Teunissen     | Pays-Bas           | Lotto NL-Jumbo        | + 25 s             |
| modifier           |                    |                    |                       |                    |

### 2eétape
| Classement de l'étape | Classement de l'étape | Classement de l'étape | Classement de l'étape        | Classement de l'étape |
|                       | Coureur               | Pays                  | Équipe                       | Temps                 |
| --------------------- | --------------------- | --------------------- | ---------------------------- | --------------------- |
| 1er                   | Magnus Cort Nielsen   | Danemark              | Équipe nationale du Danemark | en 3 h 52 min 16 s    |
| 2e                    | Moreno Hofland        | Pays-Bas              | Lotto NL-Jumbo               | + 0 s                 |
| 3e                    | Daniele Bennati       | Italie                | Tinkoff                      | + 0 s                 |
| 4e                    | Amaury Capiot         | Belgique              | Topsport Vlaanderen-Baloise  | + 2 s                 |
| 5e                    | Mads Würtz Schmidt    | Danemark              | Virtu Pro-Veloconcept        | + 2 s                 |
| modifier              |                       |                       |                              |                       |

| Classement général | Classement général  | Classement général | Classement général           | Classement général |
|                    | Coureur             | Pays               | Équipe                       | Temps              |
| ------------------ | ------------------- | ------------------ | ---------------------------- | ------------------ |
| 1er                | Daniele Bennati     |                    | Tinkoff                      | en 8 h 24 min 39 s |
| 2e                 | Mads Würtz Schmidt  | Danemark           | Virtu Pro-Veloconcept        | + 15 s             |
| 3e                 | Moreno Hofland      | Pays-Bas           | Lotto NL-Jumbo               | + 22 s             |
| 4e                 | Magnus Cort Nielsen | Danemark           | Équipe nationale du Danemark | + 22 s             |
| 5e                 | Michael Gogl        | Autriche           | Tinkoff                      | + 31 s             |
| modifier           |                     |                    |                              |                    |

### 3eétape
| Classement de l'étape | Classement de l'étape | Classement de l'étape | Classement de l'étape        | Classement de l'étape |
|                       | Coureur               | Pays                  | Équipe                       | Temps                 |
| --------------------- | --------------------- | --------------------- | ---------------------------- | --------------------- |
| 1er                   | Michael Valgren       |                       | Tinkoff                      | en 4 h 18 min 48 s    |
| 2e                    | Alexander Kamp        | Danemark              | Stölting Service Group       | + 2 s                 |
| 3e                    | Marco Marcato         | Italie                | Wanty-Groupe Gobert          | + 2 s                 |
| 4e                    | Rasmus Mygind         | Danemark              | Riwal Platform               | + 2 s                 |
| 5e                    | Magnus Cort Nielsen   | Danemark              | Équipe nationale du Danemark | + 6 s                 |
| modifier              |                       |                       |                              |                       |

| Classement général | Classement général  | Classement général | Classement général           | Classement général  |
|                    | Coureur             | Pays               | Équipe                       | Temps               |
| ------------------ | ------------------- | ------------------ | ---------------------------- | ------------------- |
| 1er                | Michael Valgren     | Danemark           | Tinkoff                      | en 12 h 43 min 50 s |
| 2e                 | Magnus Cort Nielsen | Danemark           | Équipe nationale du Danemark | + 5 s               |
| 3e                 | Alexander Kamp      | Danemark           | Stölting Service Group       | + 7 s               |
| 4e                 | Marco Marcato       | Italie             | Wanty-Groupe Gobert          | + 9 s               |
| 5e                 | Rasmus Mygind       | Danemark           | Riwal Platform               | + 13 s              |
| modifier           |                     |                    |                              |                     |

### 4eétape
| Classement de l'étape | Classement de l'étape | Classement de l'étape | Classement de l'étape | Classement de l'étape |
|                       | Coureur               | Pays                  | Équipe                | Temps                 |
| --------------------- | --------------------- | --------------------- | --------------------- | --------------------- |
| 1er                   | Mads Würtz Schmidt    | Danemark              | Virtu Pro-Veloconcept | en 23 min 12 s        |
| 2e                    | Lars Boom             | Pays-Bas              | Astana                | + 8 s                 |
| 3e                    | Martin Madsen         | Danemark              | Almeborg-Bornholm     | + 9 s                 |
| 4e                    | Michael Valgren       | Danemark              | Tinkoff               | + 10 s                |
| 5e                    | Marcin Białobłocki    | Pologne               | ONE                   | + 12 s                |
| modifier              |                       |                       |                       |                       |

| Classement général | Classement général  | Classement général | Classement général           | Classement général |
|                    | Coureur             | Pays               | Équipe                       | Temps              |
| ------------------ | ------------------- | ------------------ | ---------------------------- | ------------------ |
| 1er                | Michael Valgren     | Danemark           | Tinkoff                      | en 13 h 7 min 12 s |
| 2e                 | Magnus Cort Nielsen | Danemark           | Équipe nationale du Danemark | + 12 s             |
| 3e                 | Mads Würtz Schmidt  | Danemark           | Virtu Pro-Veloconcept        | + 56 s             |
| 4e                 | Michael Gogl        | Autriche           | Tinkoff                      | + 1 min 20 s       |
| 5e                 | Christoph Pfingsten | Allemagne          | Bora-Argon 18                | + 1 min 21 s       |
| modifier           |                     |                    |                              |                    |

### 5eétape
| Classement de l'étape | Classement de l'étape | Classement de l'étape | Classement de l'étape | Classement de l'étape |
|                       | Coureur               | Pays                  | Équipe                | Temps                 |
| --------------------- | --------------------- | --------------------- | --------------------- | --------------------- |
| 1er                   | Phil Bauhaus          | Allemagne             | Bora-Argon 18         | en 3 h 34 min 24 s    |
| 2e                    | Moreno Hofland        | Pays-Bas              | Lotto NL-Jumbo        | + 0 s                 |
| 3e                    | Daniele Bennati       | Italie                | Tinkoff               | + 0 s                 |
| 4e                    | Roy Jans              | Belgique              | Wanty-Groupe Gobert   | + 0 s                 |
| 5e                    | Michael Valgren       | Danemark              | Tinkoff               | + 0 s                 |
| modifier              |                       |                       |                       |                       |

## Classements finals

### Classement général final
| \| Classement général \| Classement général \| Classement général \| Classement général \| Classement général \| \| Coureur \| Coureur \| Pays \| Équipe \| Temps \| \| ------------------ \| ------------------- \| ------------------ \| --------------------------- \| ------------------ \| \| 1er \| Michael Valgren \| Danemark \| Tinkoff \| 16 h 41 min 35 s \| \| 2e \| Magnus Cort Nielsen \| Danemark \| Danemark \| + 10 s \| \| 3e \| Mads Würtz Schmidt \| Danemark \| Virtu Pro-Veloconcept \| + 57 s \| \| 4e \| Michael Gogl \| Autriche \| Tinkoff \| + 1 min 21 s \| \| 5e \| Christoph Pfingsten \| Allemagne \| Bora-Argon 18 \| + 1 min 22 s \| \| 6e \| Gijs Van Hoecke \| Belgique \| Topsport Vlaanderen-Baloise \| + 1 min 33 s \| \| 7e \| Alexander Kamp \| Danemark \| Stölting Service Group \| + 1 min 41 s \| \| 8e \| Laurens De Vreese \| Belgique \| Astana \| + 1 min 42 s \| \| 9e \| Marco Marcato \| Italie \| Wanty-Groupe Gobert \| + 1 min 44 s \| \| 10e \| Manuele Boaro \| Italie \| Tinkoff \| + 1 min 46 s \| |                     |           |                             |                  |
| |                     |           |                             |                  |
| Source : ProCyclingStats |                     |           |                             |                  |
| Classement général |                     |           |                             |                  |
| Coureur | Coureur             | Pays      | Équipe                      | Temps            |
| 1er | Michael Valgren     | Danemark  | Tinkoff                     | 16 h 41 min 35 s |
| 2e | Magnus Cort Nielsen | Danemark  | Danemark                    | + 10 s           |
| 3e | Mads Würtz Schmidt  | Danemark  | Virtu Pro-Veloconcept       | + 57 s           |
| 4e | Michael Gogl        | Autriche  | Tinkoff                     | + 1 min 21 s     |
| 5e | Christoph Pfingsten | Allemagne | Bora-Argon 18               | + 1 min 22 s     |
| 6e | Gijs Van Hoecke     | Belgique  | Topsport Vlaanderen-Baloise | + 1 min 33 s     |
| 7e | Alexander Kamp      | Danemark  | Stölting Service Group      | + 1 min 41 s     |
| 8e | Laurens De Vreese   | Belgique  | Astana                      | + 1 min 42 s     |
| 9e | Marco Marcato       | Italie    | Wanty-Groupe Gobert         | + 1 min 44 s     |
| 10e | Manuele Boaro       | Italie    | Tinkoff                     | + 1 min 46 s     |

### Classements annexes
| Classement par points | Classement par points | Classement par points | Classement par points        | Classement par points |
| --------------------- | --------------------- | --------------------- | ---------------------------- | --------------------- |
|                       | Coureur               | Pays                  | Équipe                       | Point(s)              |
| 1er                   | Daniele Bennati       | Italie                | Tinkoff                      | 44 points             |
| 2e                    | Michael Valgren       | Danemark              | Tinkoff                      | 42 pts                |
| 3e                    | Magnus Cort Nielsen   | Danemark              | Équipe nationale du Danemark | 39 pts                |
| modifier              |                       |                       |                              |                       |

| Classement de la montagne | Classement de la montagne | Classement de la montagne | Classement de la montagne   | Classement de la montagne |
| ------------------------- | ------------------------- | ------------------------- | --------------------------- | ------------------------- |
|                           | Coureur                   | Pays                      | Équipe                      | Point(s)                  |
| 1er                       | Aimé De Gendt             | Belgique                  | Topsport Vlaanderen-Baloise | 44 points                 |
| 2e                        | Nicolai Brøchner          | Danemark                  | Riwal Platform              | 28 pts                    |
| 3e                        | Lukas Pöstlberger         | Autriche                  | Bora-Argon 18               | 24 pts                    |
| modifier                  |                           |                           |                             |                           |

| Classement du meilleur jeune | Classement du meilleur jeune | Classement du meilleur jeune | Classement du meilleur jeune | Classement du meilleur jeune |
|                              | Coureur                      | Pays                         | Équipe                       | Temps                        |
| ---------------------------- | ---------------------------- | ---------------------------- | ---------------------------- | ---------------------------- |
| 1er                          | Mads Würtz Schmidt           | Danemark                     | Virtu Pro-Veloconcept        | en 16 h 42 min 32 s          |
| 2e                           | Silvio Herklotz              | Allemagne                    | Bora-Argon 18                | + 1 min 14 s                 |
| 3e                           | Giulio Ciccone               | Italie                       | Bardiani CSF                 | + 1 min 32 s                 |
| modifier                     |                              |                              |                              |                              |

| Classement par équipes | Classement par équipes | Classement par équipes | Classement par équipes |
|                        | Équipe                 | Pays                   | Temps                  |
| ---------------------- | ---------------------- | ---------------------- | ---------------------- |
| 1re                    | Tinkoff                | Russie                 | en 50 h 7 min 38 s     |
| 2e                     | Bora-Argon 18          | Allemagne              | + 49 s                 |
| 3e                     | Astana                 | Kazakhstan             | + 1 min 8 s            |
| modifier               |                        |                        |                        |

### UCI Europe Tour
Ce Tour du Danemark attribue des points pour l'UCI Europe Tour 2016, par équipes seulement aux coureurs des équipes continentales professionnelles et continentales, individuellement à tous les coureurs sauf ceux faisant partie d'une équipe ayant un label WorldTeam.
| Position           | 1er | 2e  | 3e  | 4e  | 5e | 6e | 7e | 8e | 9e | 10e | 11e | 12e | 13e | 14e | 15e | 16e à 30e | 31e à 40e |
| Classement général | 200 | 150 | 125 | 100 | 85 | 70 | 60 | 50 | 40 | 35  | 30  | 25  | 20  | 15  | 10  | 5         | 3         |
| Par étape          | 20  | 10  | 5   |     |    |    |    |    |    |     |     |     |     |     |     |           |           |
| Leader, par étape  | 5   |     |     |     |    |    |    |    |    |     |     |     |     |     |     |           |           |

| Cycliste | Équipe | Général | Étape | Leader | Total |
| -------- | ------ | ------- | ----- | ------ | ----- |

## Évolution des classements
| Étape              | Vainqueur           | Classement général | Classement par points | Classement de la montagne | Classement du meilleur jeune | Classement par équipes |
| ------------------ | ------------------- | ------------------ | --------------------- | ------------------------- | ---------------------------- | ---------------------- |
| 1                  | Daniele Bennati     | Daniele Bennati    | Daniele Bennati       | Mike Teunissen            | Mads Würtz Schmidt           | Tinkoff                |
| 2                  | Magnus Cort Nielsen | Daniele Bennati    | Daniele Bennati       | Mike Teunissen            | Mads Würtz Schmidt           | Tinkoff                |
| 3                  | Michael Valgren     | Michael Valgren    | Daniele Bennati       | Nicolai Brøchner          | Giulio Ciccone               | Wanty-Groupe Gobert    |
| 4                  | Mads Würtz Schmidt  | Michael Valgren    | Mads Würtz Schmidt    | Nicolai Brøchner          | Mads Würtz Schmidt           | Tinkoff                |
| 5                  | Phil Bauhaus        | Michael Valgren    | Daniele Bennati       | Aimé De Gendt             | Mads Würtz Schmidt           | Tinkoff                |
| Classements finals | Classements finals  | Michael Valgren    | Daniele Bennati       | Aimé De Gendt             | Mads Würtz Schmidt           | Tinkoff                |